# Spandakārikā
La (o anche 'le') Spandakārikā è un'opera religioso-filosofica dello shivaismo kashmiro, attribuita a Vasugupta (VIII-IX sec. CE), o più probabilmente a un discepolo di costui, Bhaṭṭa Kallaṭa (IX sec. CE), fondamentale nella scuola kashmira dello Spanda.

## Generalità
Il termine spanda deriva dalla radice «spand-», "vibrare", e si può pertanto tradurre con "vibrazione". Qui il termine può essere inteso come "energia vibrante", con riferimento alla realtà oggettiva nella sua natura essenzialmente dinamica, pulsante, così come quest'ultima è intesa nell'opera stessa. Kārikā sta per strofa, ed è suffisso adoperato nelle opere sanscrite in versi, a volte sintesi di opere più ampie: il titolo può pertanto essere reso come "Le strofe dell'energia vibrante".
Quest'opera, insieme agli Śivasūtra del filosofo kashmiro Vasugupta, è alla base della scuola religioso-filosofica detta appunto Spanda, sorta nel Kashmir intorno all'VIII secolo.

Secondo questa scuola, oggi estinta, la realtà oggettiva, Coscienza di Śiva, è in perenne movimento, tutto è vibrazione, manifestazione del "gioco" eterno e sovrano del Dio. L'opera, nel descrivere come ciò avvenga, guida l'adepto a riconoscere questa energia, manifestazione divina quindi; a concepire la realtà stessa, in tutti i suoi aspetti, in termini di energia dotata di coscienza.

## L'opera
(Spandakārikā, II.5; citato in Śivasūtravimarśinī, commento a Śivasūtra I.16; in Vasugupta, 1999, p. 75)

## I commenti
Il filosofo Kṣemarāja, vissuto più di un secolo dopo Vasugupta, commentò due volte le Spandakārikā, con lo Spandanirṇaya prima e lo Spandasaṃdoha poi. Oltre questi, esistono diversi altri commenti, tra i quali: lo Spandapradīpikā di Bhagavadutpala, lo Spandaviṛtti di Bhaṭṭa Kallaṭa, lo Spandavivṛti di Rāyānaka Rāma.